# Dudeștii Vechi
Pour les articles homonymes, voir Dudești.
Dudeștii Vechi est une commune de Roumanie, située dans le județ de Timiș.

## Démographie
Lors du recensement de 2011, 58,02 % de la population se déclarent bulgares — ce qui en fait la commune de Roumanie avec le plus fort pourcentage de Bulgares —, 26,69 % roumains, 5,28 % roms et 3,78 % hongrois (5,04 % ne déclarent pas d'appartenance ethnique et 1,16 % déclarent appartenir à une autre ethnie).

## Politique
| Parti | Parti                                  | Sièges |
| ----- | -------------------------------------- | ------ |
|       | Parti national libéral (PNL)           | 7      |
|       | Union bulgare du Banat Roumanie (UBBR) | 4      |
|       | Parti social-démocrate (PSD)           | 1      |
|       | Parti écologiste roumain (PER)         | 1      |